# Baby U Want Me
Baby U Want Me è un singolo del rapper italiano Vale Lambo, pubblicato il 12 gennaio 2024 come secondo estratto dal terzo album in studio Lamborghini a via Marina.

## Descrizione
Il brano presenta la collaborazione del rapper italiano Geolier e del produttore discografico italiano Michelangelo. Quest'ultimo ne è il produttore e coautore, insieme ai due rapper.
Musicalmente il brano è composto con un tempo allegro di 122 battiti per minuto e in tonalità di Si bemolle maggiore.

## Tracce
Testi di Alessandro Arena, Emanuele Palumbo, Michele Zocca, musiche di Michele Zocca.
1. Baby U Want Me (feat. Geolier e Michelangelo) – 3:43